# Тимчасове військове звання
Тимчасове військове звання, також бревет (англ. brevet) (i[brəˈvɛt] or i[ˈbrɛvɪt]) — історична практика присвоєння військового звання, зазвичай без прибавки до окладу за званням, що існувала в арміях Великої Британії, США, Франції та деяких інших європейських країн. Власно слово «бревет» означає патент, тобто документ, який видається на руки тій чи іншій особі на факт підтвердження його кваліфікації та права носіння тимчасового військового звання.

## Історія

### Збройні сили США
Тимчасове військове звання або бревет було запозичено з британської системи військової ієрархії та введено в американській армії під час війни за незалежність. Протягом багатьох років Конгрес на законодавчому рівні визначав критерії надання тимчасових чинів і надавав сенату право затверджувати або позбавляти їх після того, як вони були рекомендовані Президентом. В армії періодично видавалося спеціальні «Рекомендації», які роз'яснювали на яких посадах та в яких випадках офіцер міг отримати тимчасове вище звання за спеціальним призначенням президента. У цих випадках офіцери звичайно отримували заробітну плату, спираючись на їхнє відношення.
На початку 1861 року деякі недавні випускники Військової академії США у Вест-Пойнті отримали бревет звання других лейтенантів, тому що в Регулярній армії не було достатньо вакансій для надання їм посади других лейтенантів. Багато офіцерів тримали тимчасове підвищення, більші за їхнє звичайне звання, зазвичай за прояву доблесті та мужності на полі битви чи інші заслуги в бойових діях або для того, щоб вони могли служити на штатній посаді.
За часи Громадянської війни декілька сотень офіцерів регулярних військ та добровольці Союзу отримали тимчасове звання другого лейтенанта. Близько 1700 офіцерів Союзу займали бревет чин бригадного генерала або генерал-майора. Армія Конфедеративних Штатів Америки також мала законні підстави для присвоєння бревет-звання своїм офіцерам та генералам, однак за весь час воєнних дій таких звань на практиці не було присвоєне нікому.
У роки після громадянської війни практика присвоєння тимчасового звання ще існувала, деяким офіцерам американської армії з різних причин отримали бревет-звання. Лише деякі з американських офіцерів були підвищені після іспано-американської війни. У 1918 році Таскер Блісс отримав останнє бреветове підвищення.
Для офіцерів і генералів в армії США існує своєрідна система подвійних звань. Кожен з них має два звання — постійне і тимчасове. Постійне звання — це звання, яке присвоюється у відповідності до визначених термінів перебуванні в цьому званні, а тимчасове звання має обов'язково відповідати займаній посаді.
Наприклад, і в США і в Україні звання капітан відповідає посаді командира роти. При призначенні на посаду командира роти лейтенанта, в Збройних силах України той буде ходити у званні лейтенанта, поки за вислугою років або достроково йому не буде присвоєне звання старшого лейтенанта, через три роки капітана. У збройних силах США при призначенні другого лейтенанта на посаду командира роти йому одночасно присвоюють тимчасове звання капітан, а його постійне звання залишиться — другий лейтенант. За вислугою років він отримає звання перший лейтенант, потім капітан. Поки тимчасове і постійне звання не співпадуть.
У мемуарах одного американського генерала описувалося, що будучи сержантом, під час Першої світової війни він дуже швидко просувався до посади начальника штабу піхотного батальйону і отримав тимчасове звання майор. Його постійне звання до кінця війни дійшло тільки до другого лейтенанта, й коли після війни армію скоротили, то його поставили командувати взводом, тому йому довелося міняти знаки розрізнення майора на лейтенантські знаки.

### Збройні сили Великої Британії
У Британській імперії наявність системи тимчасових військових звань, які співіснували разом з конвенційною системою армійських і флотських звань з часів короля Якова II, обумовлювалося існуванням декількох десятків приватних компаній, кожна з яких мала власні корпоративні збройні сили — свою армію і флот. Наявність чималої кількості компаній зі своїми приватними арміями було продиктовано способом адміністрування Великою Британією своїх колоніальних провінцій, який передбачав наявність приватного посередника (компанії) між королівським двором і провінціями, авторизованих або ліцензованих встановленим порядком, що давало йому найширші повноваження, зокрема й в плані організації власних регулярних або іррегулярних військових або парамілітарних (військово-міліцейських) організацій і структур, у залежності від конкретних обставин.